# Lámina propia
En histología, se conoce como lámina propia o lámina propia de la mucosa (lamina propria mucosæ) a una de las capas que forma la membrana mucosa que tapiza el tubo digestivo, el tracto respiratorio y el urogenital. La lámina propia es una fina capa de tejido conjuntivo que se encuentra situada por debajo del epitelio y forma junto a este la mucosa.

## Organización
La lámina propia está formada por tejido conjuntivo, contiene fibras colágenas y diferentes tipos de células: fibroblastos, linfocitos, células plasmáticas, macrófagos, eosinófilos y mastocitos. Dispone de vasos capilares que la nutren y oxigenan.

## Función
La función de la lámina propia es proporcionar soporte y nutrición al epitelio, tiene un importante papel inmunológico en la protección contra los gérmenes del intestino y bronquios.

## Inmunidad local

### Tejido linfoide
La lámina propia de la mucosa incluye el tejido linfoide relacionado con mucosas o MALT que puede ser de varios tipos:
- Tejido linfoide asociado al tubo digestivo o GALT.
- Tejido linfoide asociado a los bronquios o BALT.
- Tejido linfoide asociado a la nariz o NALT.
- Tejido linfoide asociado a la conjuntiva o CALT.